# Harry Potter och den flammande bägaren (film)
Harry Potter och Den flammande bägaren är en brittisk fantasyfilm från 2005, regisserad av Mike Newell och baserad på boken med samma namn av J.K. Rowling.
Filmen var nominerad till en Oscar för Bästa scenografi, men vann inte.

## Handling
Harry Potter blir uttagen att delta för Hogwarts räkning i en turnering mot andra magiska skolor, men anar inte att tävlingen innehåller större problem än de olika momenten.

## Rollista
| Roll               | Skådespelare         | Svensk röst              |
| ------------------ | -------------------- | ------------------------ |
| Harry Potter       | Daniel Radcliffe     | Niels Pettersson         |
| Ron Weasley        | Rupert Grint         | Jesper Adefelt           |
| Hermione Granger   | Emma Watson          | Norea Sjöquist           |
| Rubeus Hagrid      | Robbie Coltrane      | Allan Svensson           |
| Lord Voldemort     | Ralph Fiennes        | Andreas Nilsson          |
| Albus Dumbledore   | Michael Gambon       | Torsten Wahlund          |
| Alastor Moody      | Brendan Gleeson      | Fredrik Dolk             |
| Rita Skeeter       | Miranda Richardson   | Suzanna Dilber           |
| Severus Snape      | Alan Rickman         | Adam Fietz               |
| Minerva McGonagall | Maggie Smith         | Christina Schollin       |
| Sirius Black       | Gary Oldman          | Peter Sjöquist           |
| Cedric Diggory     | Robert Pattinson     | Andreas Rothlin Svensson |
| Viktor Krum        | Stanislav Ianevski   | Daniel Sjöberg           |
| Fleur Delacour     | Clémence Poésy       | Anna Nordell             |
| Draco Malfoy       | Tom Felton           | Lucas Krüger             |
| Lucius Malfoy      | Jason Isaacs         | Dick Eriksson            |
| Vincent Crabbe     | Jamie Waylett        | Tobias Swärd             |
| Gregory Goyle      | Joshua Herdman       | Tobias Swärd             |
| Cho Chang          | Katie Leung          | Mikaela Ardai Jennefors  |
| Seamus Finnigan    | Devon Murray         | Emil Sjöström            |
| Cornelius Fudge    | Robert Hardy         | Guy de la Berg           |
| Parvati Patil      | Shefali Chowdhury    | Viktoria Larsson         |
| Padma Patil        | Afshan Azad          | Viktoria Larsson         |
| Ginny Weasley      | Bonnie Wright        | Annika Barklund          |
| Angelina Johnson   | Tiana Benjamin       | –                        |
| Peter Pettigrew    | Timothy Spall        | Lars Dejert              |
| Neville Longbottom | Matthew Lewis        | Adam Giertz              |
| Olympe Maxime      | Frances de la Tour   | Pia Johansson            |
| Igor Karkaroff     | Predra Bjelac        | Göran Berlander          |
| Polhiachoff        | Tolga Safer          | –                        |
| Filius Flitwick    | Warwick Davis        | Dick Eriksson            |
| Arthur Weasley     | Mark Williams        | Jonas Bergström          |
| Fred Weasley       | James Phelps         | Leo Hallerstam           |
| George Weasley     | Oliver Phelps        | Leo Hallerstam           |
| Barty Crouch       | Roger Lloyd-Pack     | Claes Ljungmark          |
| Barty Crouch Jr.   | David Tennant        | Joakim Jennefors         |
| Missnöjda Myrtle   | Shirley Henderson    | Maria Rydberg            |
| Amos Diggory       | Jeff Rawle           | Gustav Levin             |
| Argus Filch        | David Bradley        | Mikael Roupé             |
| James Potter       | Adrian Rawlins       | Dick Eriksson            |
| Lily Potter        | Geraldine Somerville | Maria Rydberg            |
| Frank Bryce        | Eric Sykes           | Robert Iversen           |
| Nigel Wolpert      | William Melling      | Carl-Magnus Lilljedahl   |

## Mottagande
Variety kallade filmen "utmärkt" även om det var den "svartaste Potter hittills". Screen Daily tyckte att filmen var oinspirerad och att det väcks "förundran och fasa" bara i slutet av filmen. BBC News recensent konstaterade att filmen var mörkare än de tidigare. Aftonbladets recensent Jens Peterson gav filmen fyra plus av fem möjliga i betyg.